# Stichopogon stackelbergi
Stichopogon stackelbergi là một loài ruồi trong họ Asilidae. Stichopogon stackelbergi được Lehr miêu tả năm 1975. Loài này phân bố ở vùng Cổ Bắc giới.